# Michajlov
Michajlov, russinisch Михайлiв/Michajliw (ungarisch Kismihály – 1939–1945 und bis 1907 Mihajló) ist eine Gemeinde im Okres Snina (Prešovský kraj) im äußersten Osten der Slowakei mit 81 Einwohnern (Stand 31. Dezember 2024) in der traditionellen Landschaft Zemplín.

## Geographie
Die Gemeinde befindet sich im Vorgebirge Beskydské predhorie, am Bach Savkov potok im Einzugsgebiet der Ublianka. Das Ortszentrum liegt auf einer Höhe von 250 m n.m. und ist 27 Kilometer von Snina entfernt (Straßenentfernung).
Nachbargemeinden sind Klenová im Norden, Ubľa im Osten, Dúbrava im Süden, Šmigovec im Südwesten und Ladomirov im Westen und Nordwesten.

## Geschichte
Michajlov zum ersten Mal 1557 als Mihalio schriftlich erwähnt. Das Dorf war Teil der Drugeth'schen Herrschaft von Humenné, 1774 war es Besitz der Familien Vladár und Galambos. 1557 wurden sechs Porta verzeichnet, 1720 gab es eine Mühle und fünf Haushalte. 1787 hatte die Ortschaft 15 Häuser und 130 Einwohner, 1828 zählte man 31 Häuser und 230 Einwohner.
Bis 1918 gehörte der im Komitat Semplin liegende Ort zum Königreich Ungarn und kam danach zur Tschechoslowakei beziehungsweise heute Slowakei. In der Zeit der ersten tschechoslowakischen Republik waren die Einwohner als Holzfäller, Landwirte und Viehzüchter tätig. Als Folge des Slowakisch-Ungarischen Kriegs war der Ort von 1939 bis 1944 noch einmal Teil Ungarns. Nach dem Zweiten Weltkrieg pendelte ein Teil der Einwohner zur Arbeit nach Snina und Košice, die örtliche Einheitliche landwirtschaftliche Genossenschaft (Abk. JRD) wurde 1950 gegründet und 1964 vom Staatsgut übernommen.

## Bevölkerung
| Jahr                | 1994 | 2004    | 2014     | 2024     |
| ------------------- | ---- | ------- | -------- | -------- |
| Anzahl der Personen | 122  | 112     | 96       | 81       |
| Unterschied         |      | −8,19 % | −14,28 % | −15,62 % |

| Jahr                | 2023 | 2024    |
| ------------------- | ---- | ------- |
| Anzahl der Personen | 83   | 81      |
| Unterschied         |      | −2,40 % |

Nach der Volkszählung 2011 wohnten in Michajlov 100 Einwohner, davon 76 Slowaken, 19 Russinen, drei Ukrainer und zwei Tschechen.
53 Einwohner bekannten sich zur orthodoxen Kirche und 46 Einwohner zur griechisch-katholischen Kirche. Bei einem Einwohner wurde die Konfession nicht ermittelt.

## Bauwerke
- griechisch-katholische Kirche Mariä Geburt im Spätbarockstil aus dem Jahr 1841[6]

## Verkehr
Nach Michajlov führt nur die Cesta III. triedy 3893 („Straße 3. Ordnung“) von einer Kreuzung mit der Cesta I. triedy 74 („Straße 1. Ordnung“) zwischen Ladomirov und Ubľa heraus. Der nächste Bahnanschluss ist in Stakčín an der Bahnstrecke Humenné–Stakčín.